# 62-й охоронний загін
62-й охоронний загін (62nd Guard Force, 62nd Guard Unit) — підрозділ берегових військ Імперського флоту Японії.
Загін сформували у квітні 1942-го шляхом реорганізації 51-го охоронного загону та інших підрозділів, розташованих на атолі Джалуїт (Маршаллові острови). До нього також належали бойова група, розміщена після грудня 1941-го на островах Гілберта на атолі Бутарітарі (у присвяченій тихоокеанським кампаніям літературі більше відомий як Макін — за назвою розташованого поряд острова). Станом на середину серпня 1942-го вона налічувала близько півсотні бійців, більшість яких загинула під час американського диверсійного рейду 17—18 серпня. Після цього на Макін оперативно спрямували роту зі складу 62-го загону, яка після прибуття сюди ж наприкінці серпня підкріплень з Сайпану (Маріанські острови) була десантована 2 вересня на атол Абемама, що лежить за три сотні кілометрів на південний схід від Макіну.
Ворожий рейд на острови Гілберта також спонукав японське командування до рішення зайняти острів Оушен (полишений союзниками ще в кінці лютого 1942-го). 30 вересня тут висадився десант, частину якого становила рота з 62-го загону. А після того, як 16 вересня на Абемаму прибули підрозділи 6-го батальйону морської піхоти ВМБ Йокосука, розміщену на цьому гілбертійському атолі роту 62-го загону також перевели на острів Оушен. Втім, у лютому 1943-го внаслідок проведення реорганізації всі розташовані на Оушені підрозділи були передані до складу 67-го охоронного загону.
Станом на жовтень 1942-го на Джалуїті перебувало 1549 представників Імперського флоту. Втім, варто відзначити, що тут також базувались належні до флоту авіатори та будівельники. Так, на початок 1944-го з наявних на атолі 1584 представників Імперського флоту до 62-го загону належали тільки 547 бійців (крім того, вже тоді на острові було додатково 727 військовослужбовців Імперської армії — батальйон зі складу 1-ї бойової групи південних морів).
У січні 1944-го американські війська під час операції «Флінтлок» захопили ряд опорних пунктів на Маршаллових островах. Це дозволило взяти архіпелаг під контроль, хоча на окремих атолах, серед них і Джалуїті, й далі залишалися заблоковані японські гарнізони. На відміну від багатьох подібних випадків, на Джалуїті було достатньо місцевих продовольчих ресурсів, а тому тут від голоду не помер жоден військовослужбовець. Втім, через хвороби та інші обставини до кінця війни на атолі не дожило 318 представників Імперського флоту. У вересні — жовтні 1945-го японців репатріювали з Джалуїту.